# Ulises Abreliano
Marcos Ulises Abreliano (Berazategui, Buenos Aires, Argentina; 9 de abril de 1998) es un futbolista argentino que juega como lateral derecho en Almirante Brown, de la Primera Nacional de Argentina.

## Carrera
Hizo su debut profesional jugando para Arsenal de Sarandí en abril de 2018, en un partido de la Primera División, en una derrota ante Belgrano en El Gigante de Alberdi.

## Estadísticas

### Clubes
Actualizado hasta su último partido disputado el 3 de agosto de 2025.
| Club                         | Div.          | Temporada     | Liga  | Liga  | Liga   | Copas nacionales | Copas nacionales | Copas nacionales | Torneos internacionales | Torneos internacionales | Torneos internacionales | Total | Total | Total  |
| Club                         | Div.          | Temporada     | Part. | Goles | Asist. | Part.            | Goles            | Asist.           | Part.                   | Goles                   | Asist.                  | Part. | Goles | Asist. |
| ---------------------------- | ------------- | ------------- | ----- | ----- | ------ | ---------------- | ---------------- | ---------------- | ----------------------- | ----------------------- | ----------------------- | ----- | ----- | ------ |
| Arsenal de Sarandí Argentina | 1.ª           | 2017-18       | 1     | 0     | 0      | —                | —                | —                | —                       | —                       | —                       | 1     | 0     | 0      |
| Arsenal de Sarandí Argentina | 2.ª           | 2018-19       | 2     | 0     | 0      | —                | —                | —                | —                       | —                       | —                       | 2     | 0     | 0      |
| Arsenal de Sarandí Argentina | 1.ª           | 2019-20       | —     | —     | —      | —                | —                | —                | —                       | —                       | —                       | 0     | 0     | 0      |
| Arsenal de Sarandí Argentina | 1.ª           | 2020-21       | —     | —     | —      | 4                | 0                | 0                | —                       | —                       | —                       | 4     | 0     | 0      |
| Arsenal de Sarandí Argentina | 1.ª           | 2021          | —     | —     | —      | 3                | 0                | 0                | —                       | —                       | —                       | 3     | 0     | 0      |
| Arsenal de Sarandí Argentina | Total club    | Total club    | 3     | 0     | 0      | 7                | 0                | 0                | 0                       | 0                       | 0                       | 10    | 0     | 0      |
| San Martín (T) Argentina     | 2.ª           | 2021          | —     | —     | —      | —                | —                | —                | —                       | —                       | —                       | 0     | 0     | 0      |
| San Martín (T) Argentina     | 2.ª           | 2022          | 14    | 0     | 0      | —                | —                | —                | —                       | —                       | —                       | 14    | 0     | 0      |
| San Martín (T) Argentina     | Total club    | Total club    | 14    | 0     | 0      | 0                | 0                | 0                | 0                       | 0                       | 0                       | 14    | 0     | 0      |
| Almirante Brown Argentina    | 2.ª           | 2023          | 32    | 1     | 1      | —                | —                | —                | —                       | —                       | —                       | 32    | 1     | 1      |
| Almirante Brown Argentina    | 2.ª           | 2024          | 17    | 0     | 0      | 1                | 0                | 0                | —                       | —                       | —                       | 18    | 0     | 0      |
| Almirante Brown Argentina    | 2.ª           | 2025          | 8     | 2     | 1      | —                | —                | —                | —                       | —                       | —                       | 8     | 2     | 1      |
| Almirante Brown Argentina    | Total club    | Total club    | 57    | 3     | 2      | 1                | 0                | 0                | 0                       | 0                       | 0                       | 58    | 3     | 2      |
| Total carrera                | Total carrera | Total carrera | 74    | 3     | 2      | 8                | 0                | 0                | 0                       | 0                       | 0                       | 82    | 3     | 2      |
| 1.                           |               |               |       |       |        |                  |                  |                  |                         |                         |                         |       |       |        |

## Palmarés

### Campeonatos nacionales
| Título             | Club               | País      | Año     |
| ------------------ | ------------------ | --------- | ------- |
| Primera B Nacional | Arsenal de Sarandí | Argentina | 2018-19 |